# Perlen älterer romanischer Prosa
Perlen älterer romanischer Prosa ist eine von Hanns Floerke und Albert Wesselski herausgegebene deutschsprachige Buchreihe mit interessanten und unterhaltsamen Werken der älteren italienischen, französischen und spanischen Prosaliteratur. Sie erschien  in München im Georg Müller Verlag in den Jahren 1906–1921. Sie enthält achtzehn Werke in einunddreißig Bänden und ist mit zahlreichen Abbildungen von Franz von Bayros, Paul Renner, Max Unold und anderen sowie nach alten Vorlagen versehen.

## Übersicht zu den einzelnen Bänden
- 1–3 Franco Sacchetti: Die Novellen des Franco Sacchetti, Bürgers von Florenz.

- 4 Antonio Cornazzano: Die Sprichwort-Novellen.

- 5–6 Anthoine de La Sale: Die hundert neuen Novellen des Anthoine de la Sale übersetzt und eingeleitet von Alfred Semerau.

- 7 Girolamo Morlini[1]: Die Novellen. Zum ersten Male übersetzt, eingeleitet und erläutert von A. Wesselski. Mit 6 Bildbeilagen von Franz von Bayros

- 8–9 Giovanni Francesco Straparola: Die ergoetzlichen Naechte des Giovan Francesco Straparola von Caravaggio. Aus dem Ital. übers. und eingel. von Hanns Floerke.

- 10 Agnolo Firenzuola: Novellen und Gespräche. Übersetzt, eingeleitet und erläutert von Albert Wesselski. Mit fünf Zeichnungen von Paul Renner und anderen Bildbeigaben

- 11–12 Alfred Semerau: Das Heptameron oder Die Erzählungen der Königin Margareta von Navarra

- 13–14 Giambattista Basile: Das Märchen aller Märchen oder das Pentameron. Unter Zugrundelegung der Übersetzung von Felix Liebrecht. Neu bearbeitet von Hanns Floerke. Mit zehn Bildbeilagen von Franz von Bayros.

- 15 Fernando de Rojas: Celestina, Eine dramatische Novelle, aus dem Spanischen von Eduard von Bülow

- 16–17 Bonaventure des Périers: Die neuen Schwänke und lustigen Unterhaltungen gefolgt von der Weltbimmel, Mit zehn Tafeln nach Zeichnungen von Franz von Bayros

- 18 Anton Francesco Grazzini: Die Nachtmähler und andere Novellen

- 19–20 Ginés Pérez de Hita: Die Geschichte der Bürgerkriege von Granada. Aus dem Altspanischen übertragen von Paul Weiland und von Paul Ernst mit einem Vorwort versehen.

- 21 Nicolas de Troyes: Der große Prüfstein der neuen Novellen. (Aus dem älteren Französisch übertragen und mit einem Vorwort versehen von Paul Hansmann). Mit Originalholzschnitten von Max Unold.

- 22–23 Pietro Fortini[2]: Die acht Tage der Neulings-Novellen. Zum ersten Mal ins Deutsche übertragen, eingeleitet und mit Anmerkungen versehen von Alfred Semerau. Mit Bildbeilagen von Franz Christophe.

- 24 Benedetto Marcello: Das Theater nach der Mode oder Sichere und leichte Methode, italienische Opern nach modernem Gebrauch gut zu verfertigen und aufzuführen. Zum ersten Mal ins Deutsche übertragen von Alfred Einstein. Mit 9 Abbildungen und einer Notenbeilage

- 25–26 Masuccio von Salerno: Der Novellino. Zum ersten Mal vollständig ins Deutsche übertragen von Hanns Floerke. Mit 12 Originalholzschnitten von Max Unold

- 27–29 Matteo Bandello: Die Novellen des Bandello: zum ersten Mal vollständig ins Deutsche übertragen

- 30–31 Ser Giovanni Fiorentino: Die Fünfzig Novellen des Pecorone. Übersetzt von M. Gagliardi